# SMS Zrínyi
O SMS Zrínyi foi um couraçado pré-dreadnought operado pela Marinha Austro-Húngara e a terceira e última embarcação da Classe Radetzky, depois do SMS Erzherzog Franz Ferdinand e SMS Radetzky. Nomeado em homenagem à família nobre húngara Zrínyi, sua construção começou em novembro de 1908 nos estaleiros da Stabilimento Tecnico Triestino e foi lançado ao mar em abril de 1910, sendo comissionado na frota austro-húngara em novembro do ano seguinte. Era armado com uma bateria principal de quatro canhões de 305 milímetros montados em duas torres de artilharia duplas, possuía um deslocamento carregado de dezesseis mil toneladas e conseguia alcançar uma velocidade máxima de vinte nós.
Seu serviço em tempos de paz consistiu principalmente de cruzeiros pelo Mar Mediterrâneo. Com o início da Primeira Guerra Mundial, o Zrínyi participou do Bombardeio de Ancona em maio de 1915. Entretanto, teve pouco o que fazer pelo restante do conflito devido a Barragem de Otranto, permanecendo a maior parte do tempo atracado na base de Pola. Em outubro de 1918, com a derrota iminente, a Áustria-Hungria planejou entregar sua frota para o Estado dos Eslovenos, Croatas e Sérvios, porém alguns oficiais tomaram o Zrínyi e se renderam para a Marinha dos Estados Unidos. Ele foi entregue a Itália sob os termos do Tratado de Saint-Germain-en-Laye de 1919 e depois desmontado.

## Características

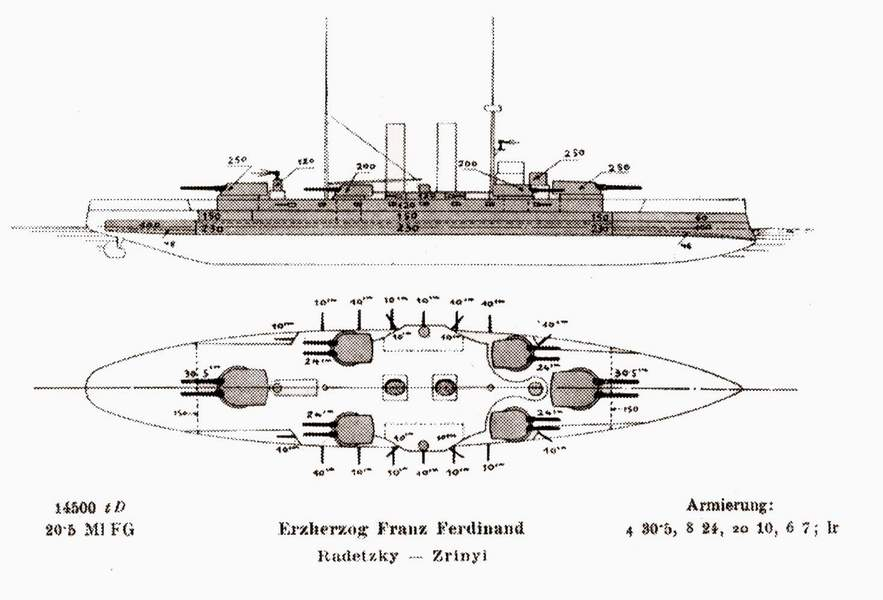
Diagrama da Classe Radetzky

O Zrínyi tinha 138,8 metros de comprimento de fora a fora, uma boca de 24,6 metros e um calado que chegava em 8,1 metros. O navio possuía um deslocamento projetado de 14 741 toneladas, porém esse valor podia chegar em até 16,1 mil toneladas quando totalmente carregado com suprimentos de combate. Seu sistema de propulsão era composto por doze caldeiras Yarrow que impulsionavam dois motores de tripla-expansão com quatro cilindros, que chegavam a produzir um total de 19,8 mil cavalos-vapor (14,6 mil quilowatts) de potência. As couraçados da Classe Radetzky foram os primeiros navios de guerra da Áustria-Hungria a serem equipados com caldeiras que também podiam funcionar com óleo combustível. Era capaz de chegar a uma velocidade máxima de 20,5 nós (38 quilômetros por hora). Ele carregava 1 350 toneladas de carvão, o que permitia um alcance de quatro mil milhas náuticas (7,4 mil quilômetros) a uma velocidade de dez nós (dezenove quilômetros por hora).
A bateria principal consistia em quatro canhões Škoda K/10 de 305 milímetros montados em duas torres de artilharia duplas, uma localizada à frente da superestrutura e outra atrás. Seus armamentos secundários tinham oito canhões de 240 milímetros montados em quatro torres duplas, enquanto a bateria terciária continha vinte canhões Škoda L/50 de cem milímetros montados em casamatas, dois canhões Škoda L/18 de 66 milímetros e quatro canhões Škoda L/44 de 47 milímetros. Uma reforma realizada em 1917 instalou quatro canhões antiaéreos Škoda K/16 de 66 milímetros. Por fim, foi equipado com três tubos de torpedo de 450 milímetros, dois na proa e um na popa. Sua blindagem consistia em um cinturão de cem a 230 milímetros de espessura, enquanto atrás ficava uma antepara de 54 milímetros. O convés era protegido por uma blindagem de 48 milímetros. As torres de artilharia principais eram blindadas com laterais de 250 milímetros e tetos de sessenta milímetros, já as torres secundárias tinham laterais de duzentos milímetros e tetos de cinquenta milímetros. Por sua vez, as casamatas eram protegidas por placas de 120 milímetros.

## História

### Tempos de paz
O Zrínyi foi construído pelos estaleiros da Stabilimento Tecnico Triestino em Trieste. Seu batimento de quilha aconteceu no dia 15 de novembro de 1908 e ele foi lançado ao mar em 12 de abril de 1910. A madeira de teca usada em seu convés foi o único material que a Áustria-Hungria comprou fora do país para construí-lo. O couraçado foi completado no dia 15 de julho de 1911 e foi comissionado na frota austro-húngara em 22 de novembro de 1911. Ele foi nomeado em homenagem à família nobre húngara Zrínyi.
Ele partiu em 1912 para um cruzeiro pelo Mediterrâneo Oriental na companhia de seus dois irmãos. Os três couraçados mais o contratorpedeiro SMS Streiter deixaram Pola em 26 de março e seguiram para a Grécia. Primeiro pararam em Fasana e depois em diversos portos gregos pelo Mar Jônico; em Patras eles se juntaram ao cruzador blindado SMS Kaiserin und Königin Maria Theresia e depois passaram por Corinto, Itea, Navarino, Zacinto, Argostoli e Cefalônia. Toda a força retornou para a Áustria-Hungria no dia 28 de abril. Os três couraçados da Classe Radetzky, juntamente com o cruzador de reconhecimento SMS Admiral Spaun, o cruzador protegido SMS Aspern e mais dois contratorpedeiros da Classe Huszár, partiram em 4 de novembro para um cruzeiro pelo Levante, ao mesmo tempo que visitaram regiões devastadas pelas Guerras dos Balcãs. O Zrínyi se separou do restante do grupo em 8 de novembro e seguiu para Salonica, parando no dia seguinte em Cavala, onde permaneceu até 16 de novembro. Ele retornou para Salonica no dia 17 e ficou atracado no local até o dia 24. Ele se reuniu de volta com toda a força no dia seguinte e todos retornaram para a base de Pola em 2 de dezembro.

### Guerra dos Bálcãs
O Zrínyi e seus dois irmãos participaram em 1913 de uma demonstração naval internacional no Mar Jônico em protesto à Primeira Guerra Balcânica. Navios de outras marinhas incluíram o couraçado pré-dreadnought britânico HMS King Edward VII, o couraçado pré-dreadnought italiano Ammiraglio di Saint Bon, o cruzador blindado francês Edgar Quinet e o cruzador rápido alemão SMS Breslau. A ação mais importante realizada pela flotilha combinada, que estava sob o comando do almirante britânico Cecil Burney, foi o bloqueio do litoral de Montenegro. O objetivo do bloqueio era impedir que reforços sérvios apoiassem o Cerco de Escodra, onde os montenegrinos estavam sitiados por uma força albanesa e otomana. Devido à pressão gerada pelo bloqueio, a Sérvia recuou seu exército de Escodra, que foi ocupada por uma força aliada.
As três embarcações da Classe Radetzky deixaram a base naval de Pola em 19 de março de 1913 e chegaram na cidade montenegrina de Meljine, na entrada da Baía de Cátaro, dois dias depois. Em conexão ao bloqueio internacional do litoral montenegrino, os couraçados austro-húngaros seguiram para Antivari em 2 de abril, em seguida se deslocando para a foz do rio Bojana no dia seguinte, onde os outros navios estrangeiros da força de protesto estavam esperando. O Zrínyi depois passou por Antivari e em 23 de abril chegou em Cátaro. O couraçado permaneceu na foz do Bojana até 29 de junho, com exceção de uma breve passada em Pola entre os dias 5 e 20 de junho, quando seguiu para Meljine e depois para uma breve estadia em Cátaro. O Zrínyi teve mais um período em Bojana entre 25 de julho e 3 de agosto, retornando para Teodo no dia seguinte.
Os primeiros hidroaviões usados em combates, da fabricante francesa Donnet-Lévêque, foram operados do Zrínyi e seu dois irmãos durante o bloqueio. Entretanto, a Marinha Austro-Húngara não ficou satisfeita com seus desempenhos, pois os navios não tinham espaço suficiente nos conveses, além da falta de guindastes por onde poderiam facilmente içar os aviões de volta para o convés. As aeronaves foram depois transferidas para um espaço da marinha em Teodo. Os novos couraçados dreadnought da Classe Tegetthoff começaram a entrar em serviço em 1913 e, consequentemente, os navios da Classe Radetzky foram transferidos para a 2ª Divisão da 1ª Esquadra.

### Primeira Guerra
A Primeira Guerra Mundial começou em julho de 1914. Na época, os couraçados da Marinha Austro-Húngara consistiam na Classe Radetzky, nos dreadnoughts da Classe Tegetthoff e nos pré-dreadnoughts mais antigos das classes Habsburg e Erzherzog Karl. Junto com o restante da frota, o Zrínyi foi mobilizado no final do mês com o objetivo de apoiar a fuga dos cruzadores alemães Breslau e SMS Goeben, que estavam servindo no Mediterrâneo. As duas embarcações partiram de Messina, na Itália, cercada por navios britânicos, e foram para o Império Otomano. A flotilha austro-húngara navegou até Brindisi e depois retornaram para casa, sem nunca terem entrado em combate.

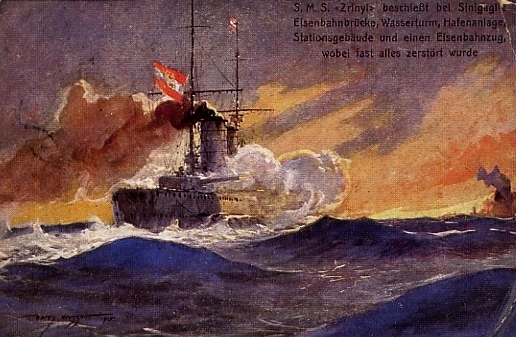
Um cartão postal austro-húngaro mostrando o Zrínyi atacando Senigália

Em 23 de maio de 1915, apenas algumas horas depois da Itália ter declarado guerra contra a Áustria-Hungria, o Radetzky e o resto da frota deixaram a base naval de Pola com o objetivo de bombardearem o litoral italiano. O couraçado foi separado da força principal às 2h00min da madrugada do dia seguinte na companhia de dois barcos torpedeiros e seguiu para Senigália. Ele abriu fogo às 4h03min a uma distância de 3,4 quilômetros e, em aproximadamente meia hora, disparou quinze projéteis de 305 milímetros contra uma ponte ferroviária, 23 projéteis de 240 milímetros contra uma estação de trem e torre d'água e 55 projéteis de 100 milímetros contra equipamentos e trilhos ferroviários. O dirigível italiano Citta di Ferrara sobrevoou o couraçado às 4h53min e lançou algumas bombas que foram desviadas. O Zrínyi e os dois barcos torpedeiros reencontraram com o resto da força austro-húngara às 5h25min e retornaram para Pola. Praticamente não houve resistência italiana durante a ação.
O objetivo do bombardeio era retardar o Exército Real Italiano na implementação de suas forças ao longo da fronteira com a Áustria-Hungria, realizando isto por meio da destruição de importantes sistemas de transporte. O ataque surpresa contra Ancona conseguiu retardar por duas semanas a implementação dos contingentes italianos na fronteira. Esse atraso deu à Áustria-Hungria tempo precioso para fortalecer suas forças na fronteira e transferir algumas de suas tropas dos frontes oriental e balcânico.
Depois disso, a força principal austro-húngara passou toda a duração da guerra atracada em Pola. Suas operações foram limitadas pelas estratégias de Haus, que acreditava que deveria proteger os navios caso a Itália atacasse a costa da Dalmácia. Como o escasso carvão era priorizado para a Classe Tegetthoff, o Zrínyi e o restante da marinha atuaram como uma frota de intimidação. Isto foi reforçado pela Barragem de Otranto imposta pelos Aliados. Haus, com uma escassez de carvão e suas forças impedidas de deixarem o Mar Adriático, baseou sua estratégia naval na colocação de minas e ataques de u-boots para tentar reduzir a superioridade numérica do inimigo.

### Pós-guerra

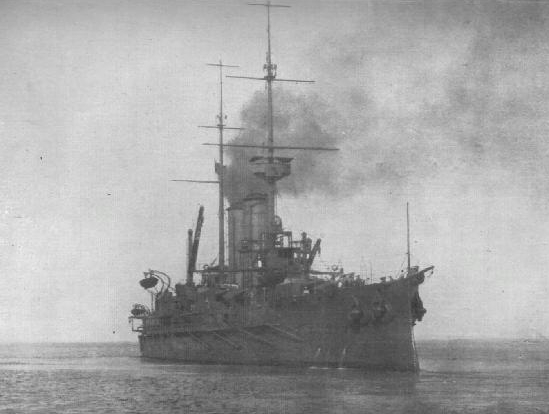
O Zrínyi sob controle norte-americano

Em outubro de 1918, com a Áustria-Hungria a beira da derrota, o governo tentou transferir a maior parte de sua frota para o Estado dos Eslovenos, Croatas e Sérvios para que seus navios não fossem tomados pelos Aliados. Os italianos cercaram Pola em 5 de novembro, porém não entraram no porto. Alguns tripulantes e oficiais iugoslavos, temendo que a Itália ocupasse Pola e tomasse os navios, assumiram o controle do Zrínyi e do SMS Radetzky no dia 10 de novembro, sete dias depois da assinatura do Armistício de Villa Giusti. Os dois couraçados avistaram uma frota italiana se aproximando assim que deixaram o quebra-mar, então hastearam uma bandeira dos Estados Unidos a navegaram para o sul até Castelli. As tripulações pediram para que forças da Marinha dos Estados Unidos os encontrassem e aceitassem suas rendições, o que foi feito por um grupo de submarinos.
O capitão de corveta Marijan Polić entregou formalmente o Zrínyi a representantes norte-americanos no dia 22 de novembro, perto de Spalato. O couraçado foi comissionado na Marinha dos Estados Unidos como USS Zrínyi no mesmo dia às 13h00min, sendo colocado sob o comando do tenente Edward E. Hazlett. Sua primeira tripulação norte-americana era composta por quatro oficiais e 150 suboficiais e marinheiros, porém pouco depois esse número subiu para 174 pessoas, todos estes oriundos da Reserva Naval. O navio estava em boas condições quando foi entregue, com quantidade suficiente de comida estocada em seus depósitos, porém era de má qualidade. Por outro lado, faltavam tintas e peças sobressalentes. A embarcação permaneceu atracada em Spalato por quase um ano enquanto progrediam as negociações para decidir seu destino final. Durante esse período, seus motores foram ligados em apenas uma ocasião, em 9 de fevereiro de 1920, quando uma violenta tempestade assolou Spalato.
A Itália exigiu em fevereiro de 1920 que o Zrínyi e o Radetzky fossem levados para um de seus portos, preferencialmente Veneza, e colocados sob seu controle. Os italianos argumentaram que queriam evitar que as embarcações fossem afundadas e que a Comissão Marítima Internacional os tinha entregue em 13 de janeiro. Os Estados Unidos rejeitaram essas demandas e afirmaram que a entrega dos couraçados só ocorreria depois da ratificação do tratado de paz. O Tratado de Saint-Germain-en-Laye entrou em vigor em 31 de maio de 1920 e eles foram oficialmente transferidos para a Itália. A opção de devolvê-los para o Reino dos Sérvios, Croatas e Eslovenos não foi considerada. Os norte-americanos mesmo assim se recusaram a entregar o Zrínyi e o Radetzky e um acordo demorou vários meses para ser firmado. A permissão foi finalmente dada em 18 de outubro. O Zrínyi foi descomissionado da Marinha dos Estados Unidos no dia 7 de novembro e rebocado pelo cruzador protegido USS Chattanooga, escoltando pelos contratorpedeiros USS Brooks e USS Hovey, até Veneza, quando foi finalmente entregue aos italianos. O couraçado acabou desmontado entre 1920 e 1921.